# Cloromenite
La cloromenite è un minerale.

## Etimologia
Il nome deriva dal greco χλωρός, chloròs, che significa verde pallido, verde giallognolo e μήνη, mene che significa Luna, alludendo al colore che assume il minerale e al suo contenuto in selenio (infatti selene è il nome greco della Luna e mene la sua contrazione